# Tullgrenella
Tullgrenella is een geslacht van spinnen uit de familie springspinnen (Salticidae).

## Soorten
De volgende soorten zijn bij het geslacht ingedeeld:
- Tullgrenella corrugata Galiano, 1981
- Tullgrenella didelphis (Simon, 1886)
- Tullgrenella gertschi Galiano, 1981
- Tullgrenella guayapae Galiano, 1970
- Tullgrenella lunata (Mello-Leitão, 1944)
- Tullgrenella melanica (Mello-Leitão, 1941)
- Tullgrenella morenensis (Tullgren, 1905)
- Tullgrenella musica (Mello-Leitão, 1945)
- Tullgrenella peniaflorensis Galiano, 1970
- Tullgrenella quadripunctata (Mello-Leitão, 1944)
- Tullgrenella selenita Galiano, 1970
- Tullgrenella serrana Galiano, 1970
- Tullgrenella yungae Galiano, 1970